# Nuestro tiempo (película)
Nuestro tiempo es una película dramática mexicana dirigida, escrita y protagonizada por Carlos Reygadas. Fue estrenada en la competición principal del Festival Internacional de Cine de Venecia de 2018. Se estrenó en cines mexicanos el 28 de septiembre de 2018.

## Argumento
Cuenta la historia de la vida de una familia dedicada a la crianza de toros, el rancho ubicado en México es administrado por Ester (Natalia López) y de Juan (Carlos Reygadas), un poeta y propietario del lugar. Aunque están casados, llevan una relación abierta, donde la esposa mantiene relaciones sexuales con un norteamericano recién llegado al lugar. De la nada, Juan empieza a sospechar que su esposa no solo busca sexo con el desconocido, y desencadena conflictos personales. Una de las primeras escenas es un grupo de niños jugando en el lodo y más adelante un grupo de adolescentes conversando y haciendo travesuras. Ester es la encargada de entrenar y mantener los toros, demostrando su habilidad a los invitados. Para intentar demostrar su fuerza, Juan intenta también domar a los toros, solo causando fallar y caer en vergüenza, de igual manera con su relación que pensaba controlar pero ahora se le sale de las manos.

### Reparto
- Carlos Reygadas como Juan.
- Natalia López como Esther.[2]
- Phil Burgers como Phil.[4]
- Rut Reygadas
- Maria Hagerman
- Eleazar Reygadas
- Yago Martínez

## Producción
El rodaje del quinto largometraje del director mexicano se extendió a tres años, el casting para protagonista no dejó satisfecho al director, así que asumió el papel protagónico al llevar dos semanas de grabaciones. De igual forma, el papel de la segunda protagonista fue asumido por Natalia López Gallardo la esposa de Reygadas, tras una audición a 300 actrices profesionales y aficionadas. Reygadas afirmó que el guion era de más de 150 páginas, siendo el primer corte de más de cuatro horas de duración, al final la cinta tiene una duración de 2 horas y 23 minutos. Fue proyectada en el Festival de Venecia de 2018 el 5 de septiembre, junto a Roma de Alfonso Cuarón. Se estrenó en salas de cine en México el 28 de septiembre de 2018.

## Recepción
En una reseña del Instituto de Cine Británico el crítico Giovanni Marchini Camia resalta que la película «Reygadas realiza pruebas existenciales sobre la capidad humana para el comportamiento altruista y las correlaciones entre el amor y la posesión», además destacó que «la escena inicial de la cinta es de las más hermosas que se proyectaron en el Festival de Venecia». La revista mexicana CinePremiere criticó la poca calidad actoral de López y Reygadas, además de mencionar que «sus diálogos aspiran a lo poético pero melodramático» y «la narrativa es más clara» que sus otros trabajos. Por otra parte destacó «la representación de emociones como la poesía violenta de un toro, el dolor del protagonista en lágrimas». El sitio web IndieWire destacó la habilidad de Reygadas «para hacer que un acto cotidiano se sienta como algo extraordinario», describió la secuencia inicial como «serena y da una sensación placentera», también calificó de «imágenes maravillosas» las escenas del Aeropuerto de la Ciudad de México y de los toros corriendo.